# (6355) Univermoscow
(6355) Univermoscow ist ein Asteroid des äußeren Hauptgürtels, der von der sowjetischen Astronomin Ljudmila Tschernych am 15. Oktober 1969 am Krim-Observatorium in Nautschnyj (IAU-Code 095) entdeckt wurde.
Der mittlere Durchmesser des Asteroiden wurde mit 28,38 (± 1,9) km bestimmt. Er hat eine dunkle Oberfläche mit einer Albedo von 0,066.
(6355) Univermoscow ist Namensgeber einer Asteroidenfamilie. Gemeinsam ist den Mitgliedern dieser Familie, dass die Sonnenumlaufbahn der Asteroiden mit mehr als 20° relativ stark gegenüber der Ekliptik des Sonnensystems geneigt ist. Zur Univermoscow-Familie gehören zum Beispiel die Asteroiden (51116) 2000 HQ31, (84404) 2002 TB181, (86141) 1999 RD184, (99892) 2002 QL, (117752) 2005 GS50, (138705) 2000 SU90, (167669) 2004 EU84, (201408) 2002 VL118, (203284) 2001 RY146, (247018) 1999 XE48, (278411) 2007 RX42 und (300174) 2006 WM11.
(6355) Univermoscow wurde am 6. März 2004 nach der Moskauer Lomonossow-Universität benannt, auch Staatliche Universität Moskau genannt, der größten Hochschule Russlands.